# The Bug Genie
The Bug Genie — свободное программное обеспечение для управления проектами и отслеживания задач, с веб-интерфейсом. Основная функциональность: отслеживание задач и ошибок, управление проектами, встроенная вики и интеграция с основными системами контроля версий, такими как Git, Mercurial и SVN.

## История
Первая версия The Bug Genie вышла в 2002 году, разработанная Daniel André Eikeland и поддерживаемая им до сих пор. Ray Jensen присоединился к команде разработчиков на короткий период в 2004 году, а Philip Kent присоединился в конце 2009 года. Помимо команды разработчиков в проект активно вносит свой вклад и сообщество.
После первых версий (1.x) программа несколько раз серьезно переписывалась (каждый мажорный релиз). Версия 2.0 появилась на SourceForge в январе 2009, в которой были улучшены: управление пользователями, расширены возможности поиска, отправка сообщений и создание задач. Версия 3.0 вышла 31 января 2011 в которой были добавлены интегрированные средства для управления проектами, встроенная wiki и улучшена интеграция с внешними системами контроля версий.

## Возможности
Главные возможности The Bug Genie включают в себя:
- отслеживание задач
- управление проектами
- встроенная wiki
- интеграция с системами контроля версий
- настраиваемый рабочий процесс
- изменяемый интерфейс
- поддержка RSS
- консольные инструменты
- обработка входящей почты и отправка исходящей

## Технические подробности
The Bug Genie написан на PHP и хранит все данные в SQL хранилище, из коробки поддерживаются MySQL, PostgreSQL и MSSQL. Для работы интерфейса активно используются: AJAX, комбинация jQuery и Prototype.
В дополнение к этому в The Bug Genie так же используются сторонние компоненты для предоставления дополнительного функционала:
- GeSHi для автоматической подсветки синтаксиса
- Swift mailer Архивная копия от 27 ноября 2013 на Wayback Machine для исходящей почты
- Michelf PHP markdown library Архивная копия от 4 декабря 2016 на Wayback Machine для поддержки упрощенной разметки

## Требования
Для установки The Bug Genie требуется:
- веб-сервер с возможностью переписывания URL(rewriting)
- PHP версии 5.3.0 или старше
- MySQL 5.0 или старше or PostgreSQL 8.2 или старше
- Расширения PHP: gmp, gd (для статистики) и imap (для исходящей почты)

## Использование
Похоже, что The Bug Genie используется довольно широко  и в числе пользователей такая организация как WebPlatform.org Архивная копия от 22 мая 2017 на Wayback Machine. Тк же The Bug Genie можно установить используя некоторые системы автоматического развертывания, такие как: Amahi Архивная копия от 29 декабря 2016 на Wayback Machine и Webuzo Архивная копия от 30 декабря 2016 на Wayback Machine.